# All Things Fall Apart
«Все розвалюється» або «І прийшло повне знищення» (англ. All Things Fall Apart) — американська драма 2011 р. з 50 Cent у головній ролі. Зйомки відбулись у Мічигані, а прем'єра — на Міжнародному кінофестивалі у Маямі.

## Сюжет
Деон — гравець в американський футбол, який страждає від смертельної хвороби. Попри позитивне ставлення від інших до себе через спортивні досягнення, він залишається доброю людиною, любить свою сім'ю й готовий поділитися славою на футбольному полі. Його матір, Бі, дуже пишається сином, молодший брат Шон відчуває заздрощі. Коханий Бі, Ерік, котрий замінив Деону батька, вбачає у ньому майбутню зірку футболу. Навіть попри боротьбу з раком Деон намагається закінчити розпочате.

## Проблеми з назвою стрічки
Фільм знімали під тією ж назвою, що й роман Чинуа Ачебе «Things Fall Apart» (1958). Після контактування з юридичною командою Ачебе 50 Cent запропонував $1 млн за збереження назви «Things Fall Apart». Письменник сприйняв це за образу. В установі, що керує його авторськими правами, заявили: «Роман із вказаною назвою видали спочатку в 1958. Його занесли до найпопулярніших книг у сучасній африканській літературі, назву не буде продано навіть за £1 млрд». Фільм перейменували на «All Things Fall Apart».

## Виробництво
Для своєї ролі 50 Cent узяв за основу друга дитинства, який помер від раку. За інформацією Associated Press, Кертіс втратив до 64 кг, щоб точно зобразити виснаженість героя, скинувши вагу «з 97 кг до 33 кг за 9 тижнів унаслідок рідкої дієти й занять на біговій доріжці по 3 години на день».

## У ролях
- 50 Cent (Кертіс Джексон) — Деон
- Маріо Ван Піблз — Ерік
- Лінн Вітфілд — Бі
- Седрік Сандерс — Шон
- Рей Ліотта — лікар Брінтолл
- Ембер Чилдерс — Шеррі
- Елізабет Родріґез — місис Лопез
- Трейсі Геґґінз — Шерон
- Стів Істін
- Майк Пі — Джун
- Корі Лардж — медик Адам
- Браян А. Міллер — Стівен
- Гамза Саман — медсестра
- Алара Кері — Деніз
- Даян Віттер — жінка-покупець автомобіля
- Джана Велдгір — працівниця у барі
- Латун'я А. Коулмен